# Болтик (Огайо)
Болтик (англ. Baltic) — селище (англ. village) в США, в округах Таскарвас, Голмс і Кошоктон штату Огайо. Населення — 851 особа (2020).

## Географія
Болтик розташований за координатами 40°26′39″ пн. ш. 81°42′7″ зх. д. / 40.44417° пн. ш. 81.70194° зх. д. (40.444304, -81.701937).  За даними Бюро перепису населення США в 2010 році селище мало площу 2,08 км², уся площа — суходіл. В 2017 році площа становила 1,89 км², уся площа — суходіл.

## Демографія
Згідно з переписом 2010 року, у селищі мешкало 795 осіб у 277 домогосподарствах у складі 187 родин. Густота населення становила 382 особи/км².  Було 298 помешкань (143/км²).
Расовий склад населення:
| - 98,5 % — білих - 0,6 % — чорних або афроамериканців - 0,1 % — азіатів |

До двох чи більше рас належало 0,8 %. Частка іспаномовних становила 0,3 % від усіх жителів.
За віковим діапазоном населення розподілялося таким чином: 25,2 % — особи молодші 18 років, 53,4 % — особи у віці 18—64 років, 21,4 % — особи у віці 65 років та старші. Медіана віку мешканця становила 40,9 року. На 100 осіб жіночої статі у селищі припадало 100,3 чоловіків;  на 100 жінок у віці від 18 років та старших — 96,4 чоловіків також старших 18 років.
Середній дохід на одне домашнє господарство  становив 53 022 долари США (медіана — 43 167), а середній дохід на одну сім'ю — 59 520 доларів (медіана — 53 409). Медіана доходів становила 36 518 доларів для чоловіків та 26 500 доларів для жінок. За межею бідності перебувало 5,1 % осіб, у тому числі 6,4 % дітей у віці до 18 років та 1,9 % осіб у віці 65 років та старших.
Цивільне працевлаштоване населення становило 309 осіб. Основні галузі зайнятості: виробництво — 23,6 %, освіта, охорона здоров'я та соціальна допомога — 20,1 %, мистецтво, розваги та відпочинок — 13,9 %, транспорт — 12,0 %.